# Liste der Biografien/Beck
Liste der Biografien |
Portal Biografien |
Personensuche
# |
A |
B |
C |
D |
E |
F |
G |
H |
I |
J |
K |
L |
M |
N |
O |
P |
Q |
R |
S |
T |
U |
V |
W |
X |
Y |
Z |
?
 
Ba |
Be |
Bd |
Bg |
Bh |
Bi |
Bj |
Bl |
Bm |
Bn |
Bo |
Br |
Bs |
Bu |
Bw |
By |
Bz
 
Bea–Beb |
Bec |
Bed |
Bee |
Bef |
Beg |
Beh |
Bei |
Bej |
Bek |
Bel |
Bem |
Ben |
Beo |
Bep |
Beq |
Ber |
Bes |
Bet |
Beu |
Bev |
Bew |
Bex |
Bey |
Bez
 
Beca |
Becc |
Bece |
Bech |
Beci |
Beck |
Becl |
Becm |
Becn |
Beco |
Becq |
Becr |
Becs |
Bect |
Becu |
Becv |
Becz
 
Becka |
Beckb |
Becke |
Beckf |
Beckh |
Becki |
Beckj |
Beckl |
Beckm |
Beckn |
Becko |
Beckr |
Becks |
Becku |
Beckw |
Beckx |
Becky
Die Liste der Biografien führt alle Personen auf, die in der deutschsprachigen Wikipedia einen Artikel haben. Dieses ist eine Teilliste mit 495 Einträgen von Personen, deren Namen mit den Buchstaben „Beck“ beginnt.

## Beck
- Beck (* 1958), deutscher Cartoonist
- Beck (* 1970), US-amerikanischer SängerBeck (* 1970)

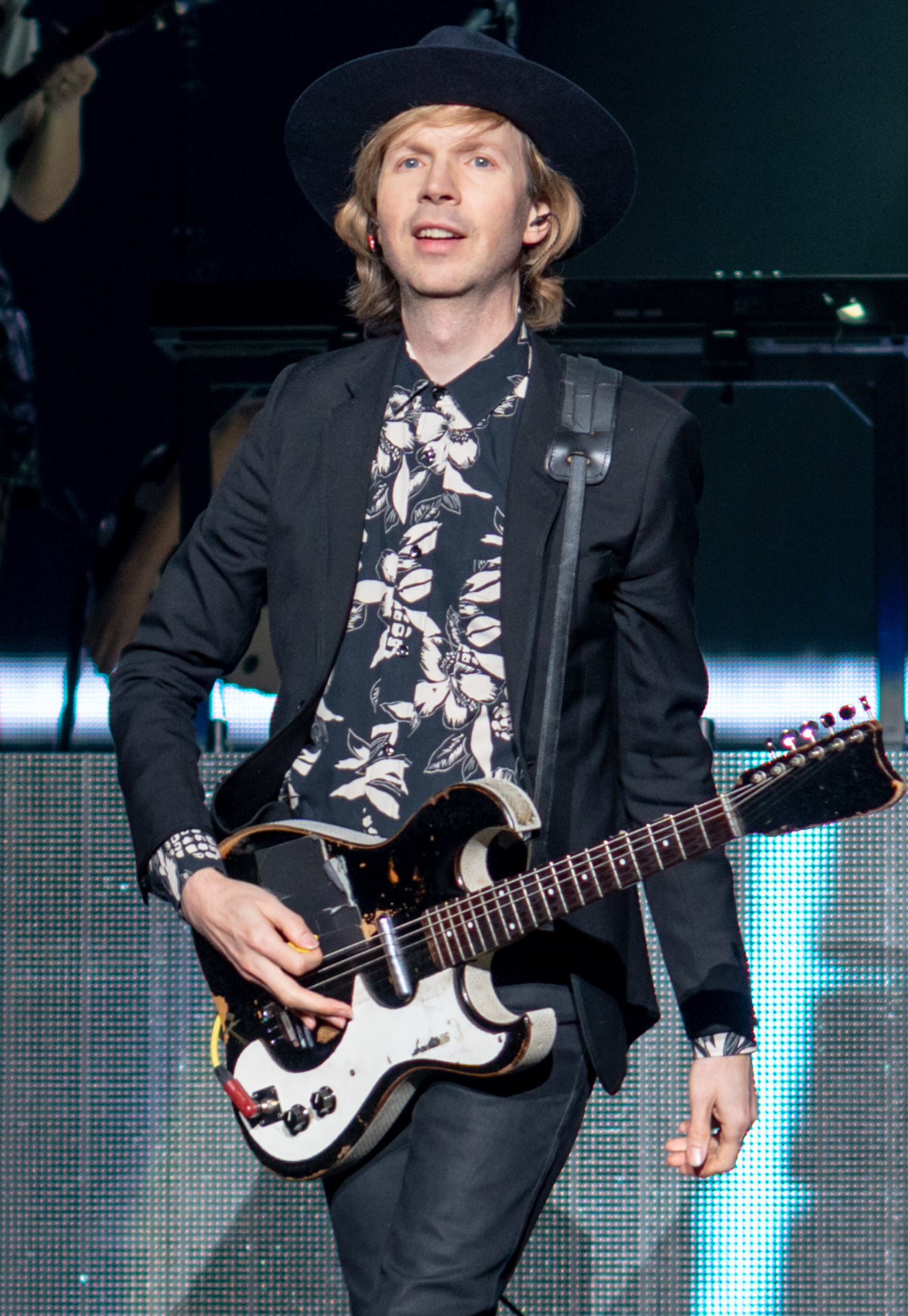
Beck (* 1970)

#### Beck L
- Beck Laursen, Jeppe (* 1972), norwegischer Schauspieler, Synchronsprecher und Stuntman

#### Beck S
- Beck Schimmer, Beatrice (* 1963), Schweizer Medizinerin

#### Beck V
- Beck von Leopoldsdorf, Hieronymus (1525–1596), österreichischer Adliger und Gelehrter
- Beck von Mannagetta und Lerchenau, Günther (1856–1931), österreichischer Botaniker
- Beck von Mannagetta und Lerchenau, Josef (1815–1887), österreichischer Jurist und Historiker

#### Beck Z
- Beck zu Willmendingen, Leopold Franz Ignatius von (1752–1833), deutscher Geistlicher

### Beck, A – Beck, Z

#### Beck, A
- Beck, Aaron T. (1921–2021), US-amerikanischer Psychiater und Psychotherapeut
- Beck, Achill (1771–1853), deutscher Franziskaner und Professor der Grammatik
- Beck, Adalbert (1863–1946), deutscher Politiker (Zentrum), MdR
- Beck, Adolf (1863–1942), polnischer Physiologe
- Beck, Adolf (1906–1981), deutscher Germanist
- Beck, Adolf (1938–2009), deutscher Politiker (CSU), Mitglied des Bayerischen Landtags
- Beck, Adolf Franz (1892–1949), deutscher Ingenieur
- Beck, Adolph (1841–1909), norwegischer Geschäftsmann, Opfer eines JustizirrtumsAdolph Beck (1841–1909)

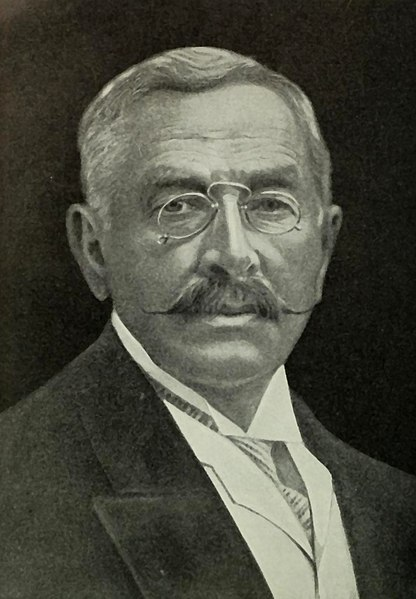
Adolph Beck (1841–1909)

- Beck, Adrian (* 1997), deutscher Fußballspieler
- Beck, Albert (* 1937), Schweizer Münzsammler
- Beck, Alexander (1900–1981), Schweizer Rechtswissenschaftler
- Beck, Alexander (* 1992), australischer Sprinter
- Beck, Alfred (1889–1957), deutscher Veterinärmediziner
- Beck, Alfred (1925–1994), deutscher Fußballspieler und -trainer
- Beck, Alina (* 2006), deutsche Radrennfahrerin
- Beck, Almuth (* 1940), deutsche Politikerin (PDS), MdL
- Beck, Alois (* 1962), liechtensteinischer Politiker
- Beck, Alphonse (1822–1902), Schweizer Mediziner und Politiker
- Beck, Anatole (1930–2014), US-amerikanischer Mathematiker
- Beck, Andreas (1864–1914), norwegischer Seemann und Polarforscher
- Beck, Andreas (* 1948), deutscher Radiologe, Theologe, Schriftsteller und Maler
- Beck, Andreas (* 1964), deutscher Schauspieler und Theaterregisseur
- Beck, Andreas (* 1965), deutscher Dramaturg und Theatermacher
- Beck, Andreas (* 1976), österreichischer Skispringer und Snowboarder
- Beck, Andreas (* 1986), deutscher Tennisspieler
- Beck, Andreas (* 1987), deutscher FußballspielerAndreas Beck (* 1987)

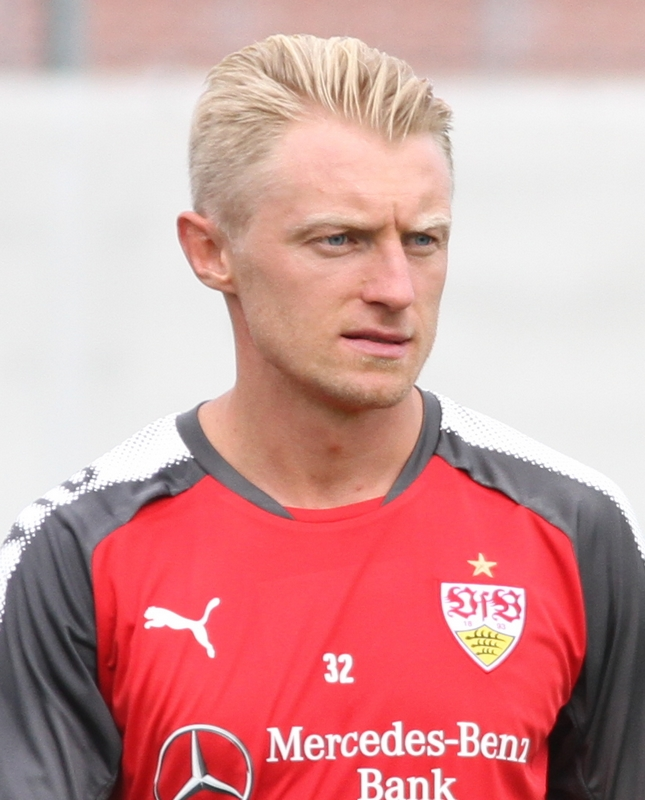
Andreas Beck (* 1987)

- Beck, Anina (* 1999), Schweizer Unihockeyspielerin
- Beck, Anne Louise (1896–1982), US-amerikanische Meteorologin
- Beck, Anne-Catherine (* 1996), deutsche Journalistin und Fernsehmoderatorin
- Beck, Annika (* 1994), deutsche Tennisspielerin
- Beck, Anton (1805–1876), badischer Verwaltungsjurist
- Beck, Anton (1816–1898), bayerischer Landwirt
- Beck, Anton August (1713–1787), deutscher Kupferstecher
- Beck, Anton Josef (1857–1922), deutscher Beamter und Politiker, MdR
- Beck, Arnold (1949–2014), liechtensteinischer Skirennläufer
- Beck, Audrey Jones (1924–2003), US-amerikanische Kunstsammlerin und Mäzenin
- Beck, August (1812–1874), deutscher Historiker und Archivar
- Beck, August (1823–1872), Schweizer Maler, Radierer, Holzschnittzeichner und Illustrator der Düsseldorfer Malerschule
- Beck, Auguste (* 1793), deutsche Opernsängerin (Sopran)
- Beck, Ava (* 2008), australische Tennisspielerin

#### Beck, B
- Beck, Barry (* 1957), kanadischer Eishockeyspieler
- Beck, Béatrix (1914–2008), französische Schriftstellerin
- Beck, Benedikt (* 1985), deutscher Illustrator, Cartoonist und Comicautor
- Beck, Bernd (* 1956), deutscher Fußballspieler
- Beck, Bernhard (* 1954), deutscher Jurist und Manager
- Beck, Bernhard von (1821–1894), deutscher Chirurg und Militärarzt
- Beck, Bernhard von (1863–1930), deutscher Chirurg und Universitätsprofessor
- Beck, Billy (1920–2011), US-amerikanischer Clown und Schauspieler
- Beck, Boris (* 1973), deutscher Basketballspieler
- Beck, Byron (* 1945), US-amerikanischer Basketballspieler

#### Beck, C
- Beck, C. C. (1910–1989), US-amerikanischer Comiczeichner
- Beck, Carl (1785–1849), badischer Oberamtmann
- Beck, Carl (1822–1884), deutscher Politiker und Pfarrer
- Beck, Carl (1852–1939), deutscher Apotheker, Chemiker und Fossiliensammler
- Beck, Carl (1856–1911), deutsch-amerikanischer Mediziner mit dem Schwerpunkt Chirurgie
- Beck, Carl (1869–1928), deutscher Politiker
- Beck, Carl (1894–1982), Schweizer Politiker (CVP) und Landwirt
- Beck, Carl Gottlob (1733–1802), deutscher Buchdrucker, Buchhändler und Gründer des Verlages C. H. Beck
- Beck, Carl Heinrich (1767–1834), deutscher Antiquar, Drucker und Verleger
- Beck, Carla (* 1973), kanadische Politikerin
- Beck, Caroline (1766–1784), deutsche Theaterschauspielerin
- Beck, Cäsar (1850–1925), deutscher Theaterregisseur sowie Theater- und Stummfilmschauspieler
- Beck, Cave (1623–1706), englischer Sprachwissenschaftler
- Beck, Charles (1798–1866), deutsch-amerikanischer Philologe, Theologe und Politiker
- Beck, Charlie (* 1953), US-amerikanischer Polizist und gegenwärtiger Chief of Police des Los Angeles Police Department (LAPD)
- Beck, Charlotte Joko (1917–2011), US-amerikanische Zen-Lehrerin
- Beck, Chlodwig (1924–2011), deutscher HNO-Arzt und Hochschullehrer
- Beck, Chloe (* 2001), US-amerikanische Tennisspielerin
- Beck, Chris, US-amerikanischer Jazzmusiker
- Beck, Christian (* 1988), deutscher FußballspielerChristian Beck (* 1988)

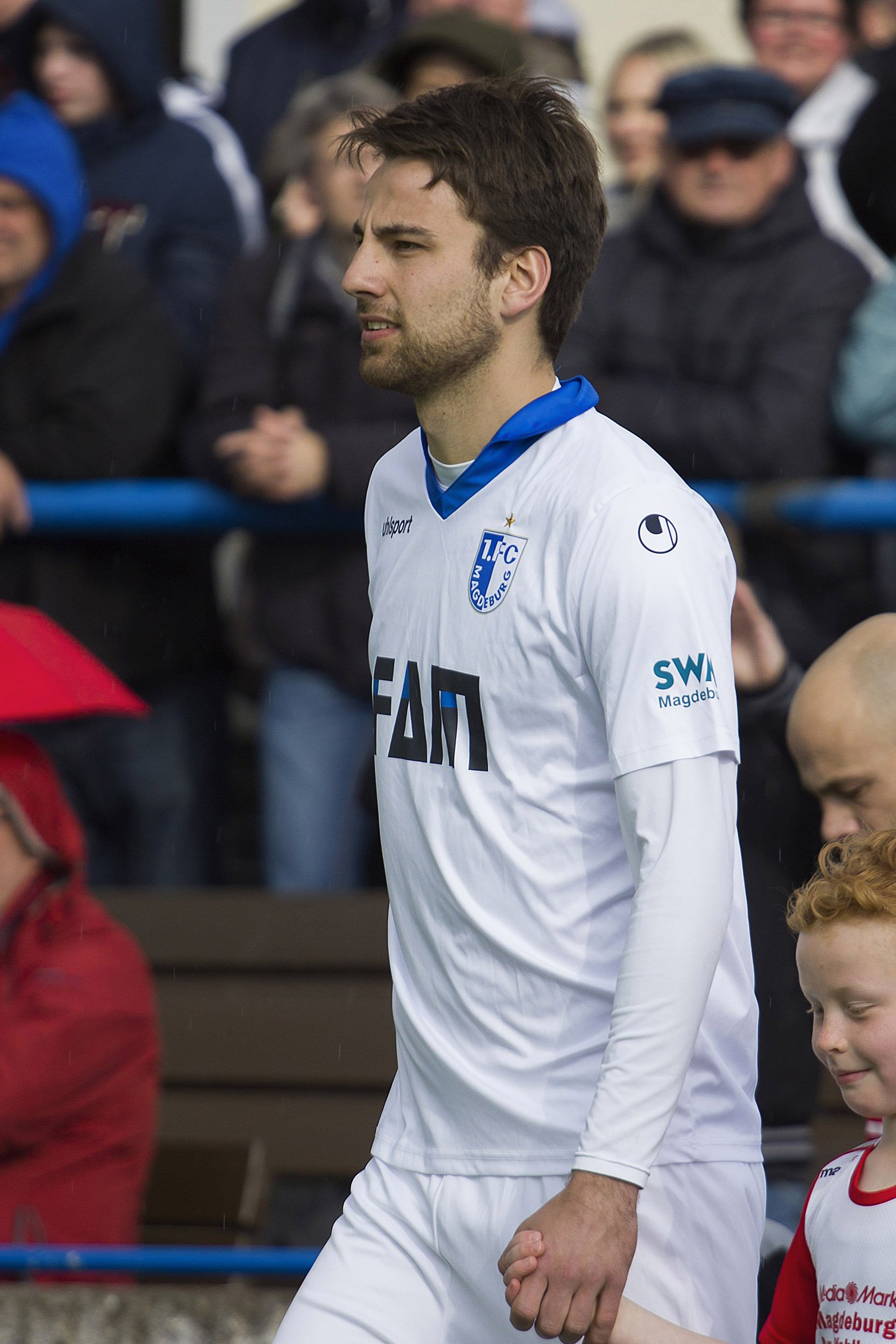
Christian Beck (* 1988)

- Beck, Christian Daniel (1757–1832), deutscher Philologe
- Beck, Christian Frederik (1876–1954), dänischer Landschafts- und Architekturmaler
- Beck, Christian Lukas (1789–1827), württembergischer Oberamtmann
- Beck, Christiane Henriette (1756–1833), deutsche Theaterschauspielerin
- Beck, Christina (* 1996), dänische Fußballspielerin
- Beck, Christoff (* 1964), österreichischer Eiskunstläufer
- Beck, Christoph (* 1978), liechtensteinischer Politiker
- Beck, Christoph (* 1986), deutscher Jazzmusiker, Saxophonist, Komponist und Arrangeur
- Beck, Christophe, kanadischer Filmkomponist
- Beck, Christopher (* 1984), deutscher Fußballspieler
- Beck, Cico (* 1984), deutscher Musiker
- Beck, Claude S. (1894–1971), US-amerikanischer Chirurg
- Beck, Conrad (1901–1989), Schweizer Komponist

#### Beck, D
- Beck, Dani (* 1965), Schweizer Fernsehredaktor und Moderator
- Beck, Dave (1894–1993), US-amerikanischer Gewerkschaftsführer
- Beck, David, deutscher Orgelbauer
- Beck, David (1621–1656), niederländischer Porträtmaler
- Beck, David (1893–1966), liechtensteinischer Archäologe und Heimatforscher
- Beck, Desiderius (1804–1877), deutscher Mediziner und königlich bayerischer Gerichtsarzt
- Beck, Dieter (1935–1980), Schweizer Psychiater
- Beck, Dominicus (1732–1791), deutscher Mathematiker und Physiker
- Beck, Dominique (1772–1862), Landtagsabgeordneter Großherzogtum Hessen
- Beck, Don (1937–2022), US-amerikanischer Management-Berater und Autor
- Beck, Don (* 1953), US-amerikanischer Basketballtrainer
- Beck, Doris (* 1961), liechtensteinische Politikerin
- Beck, Dwight Marion (1893–1993), US-amerikanischer Geistlicher der Methodist Church, Pädagoge und Bibelwissenschaftler

#### Beck, E
- Beck, Edmund (1840–1901), deutscher Sänger (Bass) und Theaterschauspieler
- Beck, Edmund (1902–1991), deutscher Ordensgeistlicher, Professor der biblischen Sprachen
- Beck, Eduard (1884–1966), deutscher Heraldiker, Genealoge und Verwaltungsjurist
- Beck, Eleonore (1926–2014), deutsche katholische Theologin
- Beck, Elisabeth (1907–2002), deutsch-britische Neurologin
- Beck, Elise (1855–1912), deutsche Schriftstellerin
- Beck, Else von (* 1888), deutsche Malerin der Düsseldorfer Schule sowie Bildhauerin
- Beck, Emil (1887–1982), deutscher Bauingenieur und hochrangiger Baubeamter im Staatsdienst bei der Deutschen Reichsbahn
- Beck, Emil (1935–2006), deutscher Fechttrainer
- Beck, Enrique (1904–1974), deutsch-schweizerischer Dichter und Übersetzer
- Beck, Erasmus W. (1833–1898), US-amerikanischer Jurist und Politiker
- Beck, Erica (* 1992), US-amerikanische Filmschauspielerin und Synchronsprecherin
- Beck, Erich (1898–1959), österreichischer Gewerkschafter und Politiker (SPÖ)
- Beck, Ernst-Dieter (1940–2018), deutscher Serienmörder
- Beck, Ernst-Reinhard (* 1945), deutscher Politiker (CDU), MdBErnst-Reinhard Beck (* 1945)

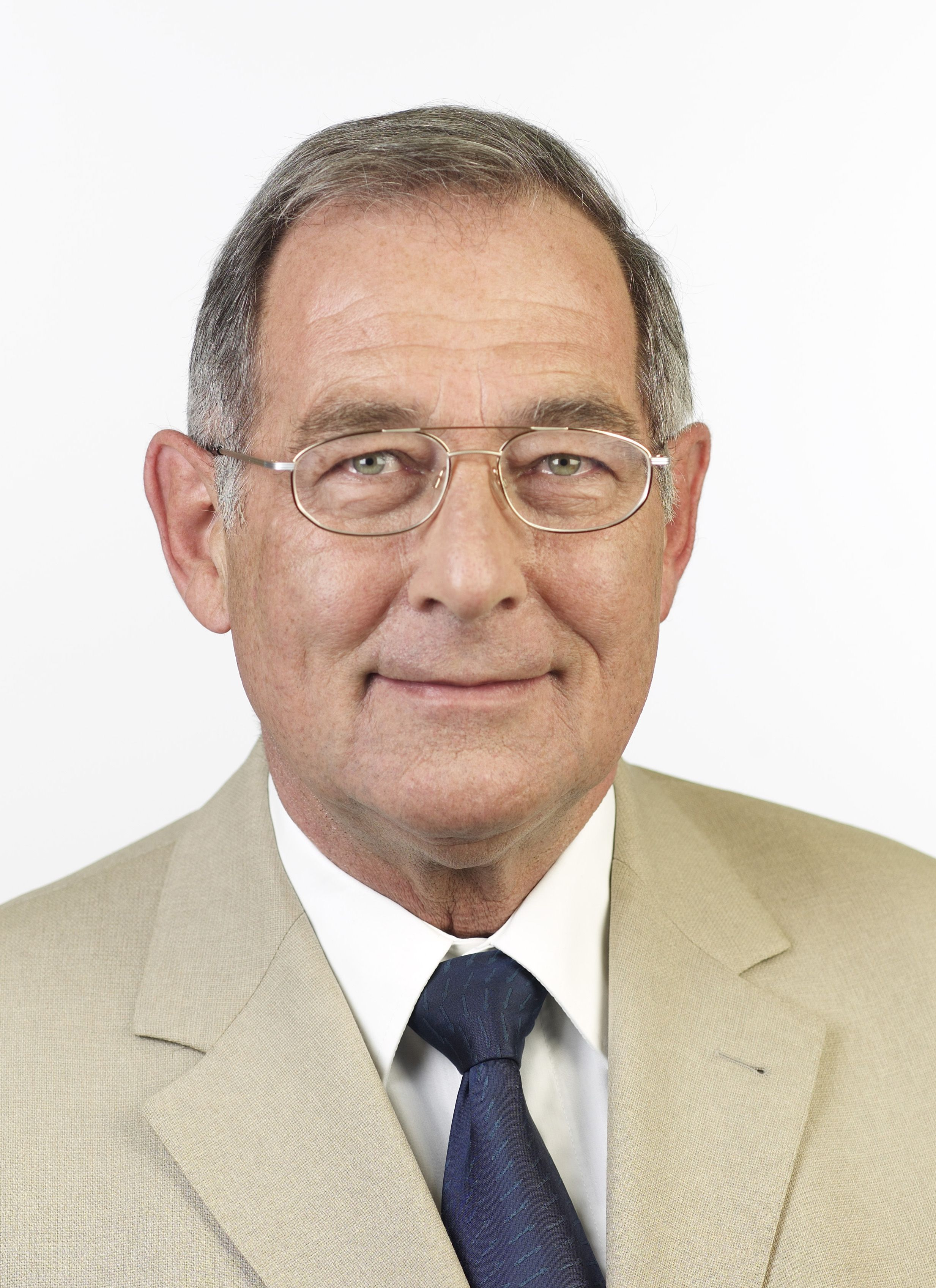
Ernst-Reinhard Beck (* 1945)

- Beck, Erwin (1911–1988), deutscher Politiker (SPD), MdA und Widerstandskämpfer
- Beck, Erwin (* 1937), deutscher Botaniker
- Beck, Eugen (1866–1934), deutscher Architekt und Hochschullehrer

#### Beck, F
- Beck, Ferdinand Karl Heinrich (1789–1862), deutscher Richter
- Beck, Ferdinand von (1850–1933), preußischer Generalleutnant
- Beck, Filmore (* 1991), deutscher Basketballspieler
- Beck, Florian (* 1958), deutscher SkirennläuferFlorian Beck (* 1958)

Florian Beck (* 1958)

- Beck, Frank (* 1961), deutscher Florettfechter
- Beck, Franz (1814–1888), schwedischer Buchbinder
- Beck, Franz (1846–1918), deutscher Bürgermeister und Politiker, MdR
- Beck, Franz (1893–1983), deutscher Maler, Spätimpressionist
- Beck, Franz (1930–2000), liechtensteinischer Skirennläufer
- Beck, Franz Ignaz († 1809), deutscher Komponist der Klassik
- Beck, Franz Josef (1847–1927), liechtensteinischer Politiker
- Beck, Franz Xaver (1827–1894), Schweizer Politiker
- Beck, Franziska (* 1985), deutsche Handballspielerin
- Beck, Franziska Maria (* 1956), deutsch-schweizerische Bildhauerin
- Beck, Friedrich (1806–1888), deutscher Dichter und Gelehrter
- Beck, Friedrich (1837–1910), Generalmajor in der Armee Hessen-Kassels
- Beck, Friedrich (1873–1921), österreichischer Maler
- Beck, Friedrich (1927–2008), deutscher Physiker
- Beck, Friedrich (* 1927), deutscher Archivar und Historiker
- Beck, Friedrich Alfred (1899–1985), deutscher Philosoph, nationalsozialistischer Politiker
- Beck, Fritz (1889–1934), deutscher politischer Aktivist
- Beck, Fritz (1889–1985), Schweizer Politiker
- Beck, Fritz (1931–2009), deutscher Chemiker

#### Beck, G
- Beck, Gad (1923–2012), deutscher Widerstandskämpfer gegen den Nationalsozialismus
- Beck, Gebhard Fidel (1825–1905), österreichischer Mediziner und Politiker
- Beck, Georg (1890–1968), deutscher Kommunalpolitiker
- Beck, Georg (1901–1943), deutscher Maschinenbauingenieur und Hochschullehrer
- Beck, George Andrew (1904–1978), römisch-katholischer Erzbischof von Liverpool
- Beck, Gerlinde (1930–2006), deutsche Bildhauerin und Malerin
- Beck, Gertrud (1915–1994), deutsche Historikerin, Heimatforscherin, Autorin und Kommunalpolitikerin in Ulm
- Beck, Gertrud (* 1938), deutsche Grundschulpädagogin
- Beck, Gisbert (1939–1983), deutscher Polizist und Kommunalpolitiker
- Beck, Glenn (* 1964), US-amerikanischer Talkradio- und FernsehmoderatorGlenn Beck (* 1964)

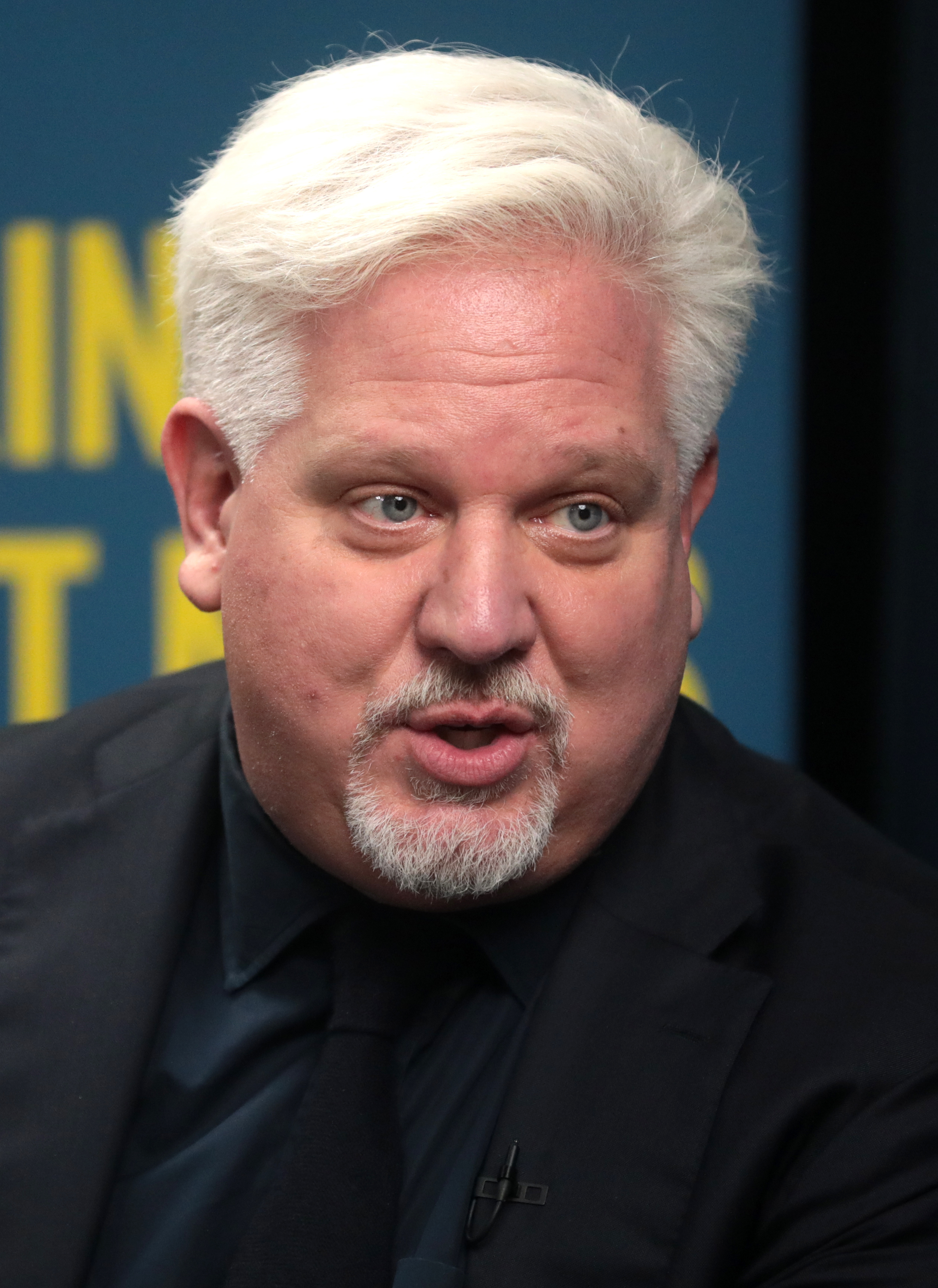
Glenn Beck (* 1964)

- Beck, Gloria (* 1968), deutsche Rhetorikexpertin und Buchautorin
- Beck, Gordon (1936–2011), britischer Jazzmusiker
- Beck, Götz (1934–2009), deutscher Sprachwissenschaftler
- Beck, Gregor (* 1958), deutscher Jazzmusiker
- Beck, Guido (1903–1988), argentinischer Physiker
- Beck, Guido Benedikt (1885–1958), Kapuziner, Bischof, Apostolischer Präfekt und Apostolischer Vikar von Araukanien, Chile
- Beck, Gunnar (* 1965), deutscher Jurist und Rechtsphilosoph
- Beck, Günter (* 1956), deutscher Politiker (Bündnis 90/Die Grünen)
- Beck, Günther (1939–2022), deutscher Geograph
- Beck, Günther (* 1976), österreichischer Biathlet
- Beck, Gustav Kurt (1902–1983), österreichischer Maler und Grafiker

#### Beck, H
- Beck, Hanno (1923–2018), deutscher Geograph, Hochschullehrer, Biograf und Herausgeber
- Beck, Hanno (* 1966), deutscher Volkswirt, Sachbuchautor und Hochschullehrer sowie ehemaliger Wirtschaftsjournalist
- Beck, Hans (1876–1942), deutscher Mathematiker
- Beck, Hans (1894–1937), deutsch-sowjetischer Kommunist und Gewerkschafter
- Beck, Hans (1909–1987), deutscher Prähistoriker und Geologe
- Beck, Hans (1911–1996), norwegischer Skispringer
- Beck, Hans (1929–2009), deutscher Erfinder des Spielzeugs „Playmobil“Hans Beck (1929–2009)

Hans Beck (1929–2009)

- Beck, Hans (* 1969), deutscher und kanadischer Althistoriker
- Beck, Hans Dieter (1932–2025), deutscher Verleger
- Beck, Hans-Christian (* 1944), deutscher Militär, Generalmajor
- Beck, Hans-Georg (1910–1999), deutscher Byzantinist
- Beck, Hans-Peter (* 1947), deutscher Ingenieur
- Beck, Harald (* 1957), deutscher Fußballspieler
- Beck, Harry (1902–1974), britischer technischer Zeichner und Grafikdesigner
- Beck, Hede (* 1958), deutsche Schauspielerin, Hörspiel- und Synchronsprecherin
- Beck, Heinrich (1760–1803), deutscher Schauspieler und Dramatiker
- Beck, Heinrich (1788–1875), deutscher Porträt- und Hofmaler
- Beck, Heinrich (1832–1881), deutscher Brauer und Gründer der Beck’s Brauerei
- Beck, Heinrich (1853–1914), deutscher Verleger
- Beck, Heinrich (1878–1937), deutscher Elektroingenieur und Erfinder
- Beck, Heinrich (1880–1979), österreichischer Geologe
- Beck, Heinrich (1889–1973), deutscher Verleger
- Beck, Heinrich (1911–1986), deutscher Politiker (CDU), MdL
- Beck, Heinrich (1928–2006), deutscher Chirurg und Hochschullehrer in Erlangen
- Beck, Heinrich (1929–2019), deutscher Philologe
- Beck, Heinrich (1929–2024), deutscher Philosoph
- Beck, Heinrich Christian (1805–1866), deutscher evangelischer Pfarrer, Heimatforscher und Naturforscher
- Beck, Heinrich Gustav (1854–1933), deutscher Jurist und sächsischer Minister
- Beck, Heinrich Valentin (1698–1758), deutscher Kantor und Komponist
- Beck, Heinz (1900–1981), deutscher Maler
- Beck, Heinz (1908–1982), deutscher Schauspieler bei Bühne, Film und Fernsehen
- Beck, Heinz (1914–1975), deutscher Politiker (SPD), MdL
- Beck, Heinz (1923–1988), deutscher Rechtsanwalt und Kunstmäzen
- Beck, Heinz (1928–2006), deutscher Fußballspieler
- Beck, Heinz (* 1963), deutscher Koch
- Beck, Heinz (* 1966), deutscher Mediziner und Hochschullehrer
- Beck, Henning (* 1983), deutscher Biochemiker, Neurowissenschaftler, Science Slammer und Autor
- Beck, Henry (* 1986), US-amerikanischer Politiker
- Beck, Herbert (1920–2010), deutscher Künstler und Aquarellmaler
- Beck, Herbert (* 1941), deutscher Kunsthistoriker und Museumsdirektor
- Beck, Herbert (1949–2015), deutscher Autor, Kabarettist, Liedermacher, Funk- und Fernsehmoderator
- Beck, Herbert (* 1957), deutscher Diplomat
- Beck, Hermann (1863–1923), deutscher Richter
- Beck, Hermann (* 1955), deutscher Neuzeithistoriker, in den USA tätig
- Beck, Hinrich (1877–1959), deutscher Politiker (Hamburger Wirtschaftsbundes), MdHB
- Beck, Horst (1913–1974), deutscher Schauspieler, Synchron- und Hörspielsprecher
- Beck, Horst J. (1909–2006), deutscher Maler
- Beck, Horst Waldemar (1933–2014), deutscher Philosoph
- Beck, Hubert (1926–1972), deutscher Bauingenieur
- Beck, Hubert (1935–2011), deutscher Organist, Kirchenmusikdirektor und Hochschullehrer
- Beck, Hubert (* 1949), deutscher Basketballtrainer

#### Beck, I
- Beck, Ilse-Sabine (* 1949), deutsche Juristin und Richterin
- Beck, Inga, deutsche Geographin und Permafrost-Forscherin
- Beck, Iris (* 1961), deutsche Erziehungswissenschaftlerin
- Beck, Ivo (1926–1991), liechtensteinischer Jurist und Politiker
- Beck, Ivo-Alexander (* 1964), deutscher Filmproduzent

#### Beck, J
- Beck, Jacob Sigismund (1761–1840), deutscher Philosoph
- Beck, Jakob (1889–1976), deutscher Polizist und SS-Führer
- Beck, Jakob Christoph (1711–1785), Schweizer Theologe und Historiker
- Beck, Jakob Samuel (1715–1778), deutscher Maler
- Beck, James (1930–2007), US-amerikanischer Kunsthistoriker
- Beck, James B. (1822–1890), US-amerikanischer Politiker
- Beck, James M. (1861–1936), US-amerikanischer Politiker, Jurist und United States Solicitor General
- Beck, Jan-Philipp (* 1990), deutscher Politiker (SPD) und direkt gewählter Abgeordneter des 19. Landtags von Niedersachsen
- Beck, Jan-Wilhelm (* 1963), deutscher Altphilologe
- Beck, Jean (1862–1938), deutscher Keramik- und Glasdesigner
- Beck, Jeff (1944–2023), britischer Electric-GitarristJeff Beck (1944–2023)

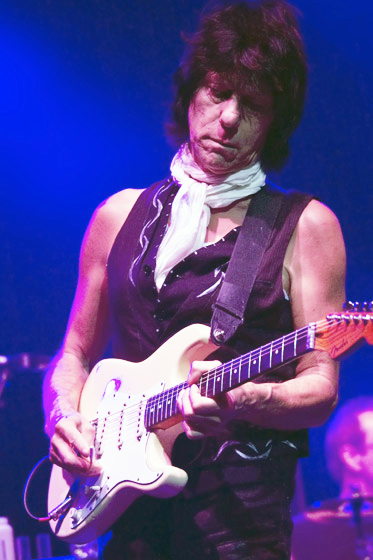
Jeff Beck (1944–2023)

- Beck, Jenny (* 1974), US-amerikanische Schauspielerin
- Beck, Jens, deutscher Schwimmer
- Beck, Jochen (1941–2008), deutscher Komponist und Musikpädagoge
- Beck, Joe (1945–2008), US-amerikanischer Jazzgitarrist
- Beck, Johann (1706–1777), Missionar der Herrnhuter Brüdergemeine
- Beck, Johann (1735–1811), lettischer Chirurg
- Beck, Johann (* 1754), deutscher Theaterschauspieler und Bühnenautor
- Beck, Johann (1885–1961), liechtensteinischer Politiker (FBP)
- Beck, Johann (1888–1967), deutscher SS-Führer
- Beck, Johann (1907–1992), liechtensteinischer Politiker
- Beck, Johann (1913–1997), liechtensteinischer Politiker (VU)
- Beck, Johann August († 1815), Bürgermeister und Stadtrichter Dresden
- Beck, Johann Casper (1703–1774), deutscher Orgelbauer
- Beck, Johann Georg (1676–1722), deutscher Kupferstecher
- Beck, Johann Jakob (1786–1868), Schweizer Maler und Zeichner
- Beck, Johann Jakob von (1566–1629), Vogt und Erbauer des Schlosses Willmendingen
- Beck, Johann Ludwig Friedrich (1779–1841), Generalmajor in der Armee Hessen-Kassels
- Beck, Johann Ludwig Wilhelm (1786–1869), deutscher Jurist
- Beck, Johann Nepomuk (1827–1904), Opernsänger (Bariton)
- Beck, Johann Philipp (1766–1840), deutscher evangelisch-lutherischer Geistlicher und Pädagoge
- Beck, Johann Tobias (1804–1878), deutscher evangelischer Theologe
- Beck, Johann von (1588–1648), deutscher General
- Beck, Johanna (* 1983), deutsche Autorin und Literaturwissenschaftlerin
- Beck, Johannes (1922–2020), deutscher Jesuit und Sozialethiker
- Beck, Johannes (1938–2013), deutscher Pädagoge und Soziologe
- Beck, Johannes IV. (1516–1562), deutscher Zisterzienserabt
- Beck, John (* 1943), US-amerikanischer Schauspieler
- Beck, Jonathan (* 1977), deutscher Verleger
- Beck, Jonathan (* 1991), deutscher Schauspieler
- Beck, Jørgen (1914–1991), dänischer Schauspieler
- Beck, Josef (1848–1903), Theaterschauspieler, Opernsänger und Theaterregisseur
- Beck, Josef (1877–1936), liechtensteinischer Politiker (VU)
- Beck, Josef (1891–1966), deutscher Mediziner und Hochschullehrer
- Beck, Josef (* 1953), deutscher Diplomat
- Beck, Josefa († 1827), deutsche Opernsängerin (Sopran)
- Beck, Joseph (1803–1883), deutscher Geistlicher und Politiker
- Beck, Joseph (1858–1943), Schweizer Moraltheologe und Hochschullehrer
- Beck, Joseph D. (1866–1936), US-amerikanischer Politiker
- Beck, Józef (1894–1944), polnischer Politiker
- Beck, József (* 1952), ungarisch-US-amerikanischer Mathematiker
- Beck, Jules (1825–1904), Schweizer Hochgebirgsfotograf
- Beck, Julia (1853–1935), schwedische Malerin
- Beck, Julian (1925–1985), amerikanischer Schauspieler, Regisseur, Maler und PoetJulian Beck (1925–1985)

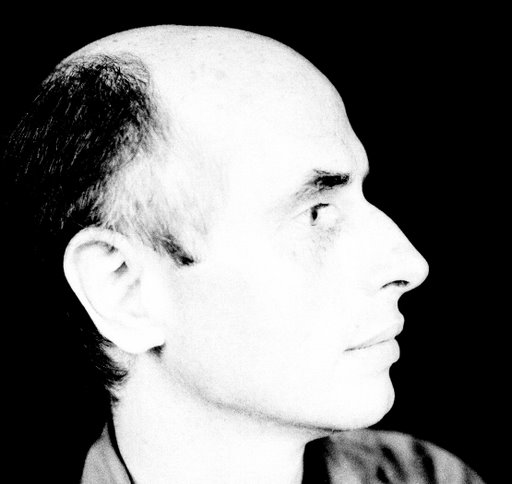
Julian Beck (1925–1985)

- Beck, Julius (1852–1920), deutscher Schriftsteller, Redakteur, Rezitator und Lehrer der Vortrags- und Bühnenkunst
- Beck, Julius (1884–1981), Schweizer Politiker (KVP)
- Beck, Julius (* 2005), dänischer Fußballspieler
- Beck, Jürgen (* 1959), deutscher Handballspieler
- Beck, Jürgen (* 1961), liechtensteinischer Politiker
- Beck, Jürgen (* 1971), deutscher Jurist und Richter am Bundessozialgericht

#### Beck, K
- Beck, Karl (1814–1879), österreichischer Opernsänger (Tenor)
- Beck, Karl (1880–1942), deutscher HNO-Arzt und Hochschullehrer
- Beck, Karl (1888–1972), österreichischer Fußballspieler
- Beck, Karl Isidor (1817–1879), österreichischer Dichter
- Beck, Karl Joseph (1794–1838), deutscher Mediziner und Hochschullehrer
- Beck, Karl Theodor (1767–1830), bayrischer Jurist und Dichter
- Beck, Karl von (1818–1886), deutscher Theologe
- Beck, Karl-Willi (1954–2022), deutscher Kommunalpolitiker (CSU)
- Beck, Karol (* 1982), slowakischer Tennisspieler
- Beck, Kaspar Achatius (1685–1733), deutscher Jurist
- Beck, Katharina (* 1982), deutsche Autorin und Politikerin (Bündnis 90/Die Grünen)
- Beck, Kathrin (* 1966), österreichische Schauspielerin und ehemalige Eiskunstläuferin
- Beck, Katrin (* 1982), deutsche Musikwissenschaftlerin, Kulturmanagerin und Musikvermittlerin
- Beck, Kent (* 1961), US-amerikanischer SoftwareentwicklerKent Beck (* 1961)

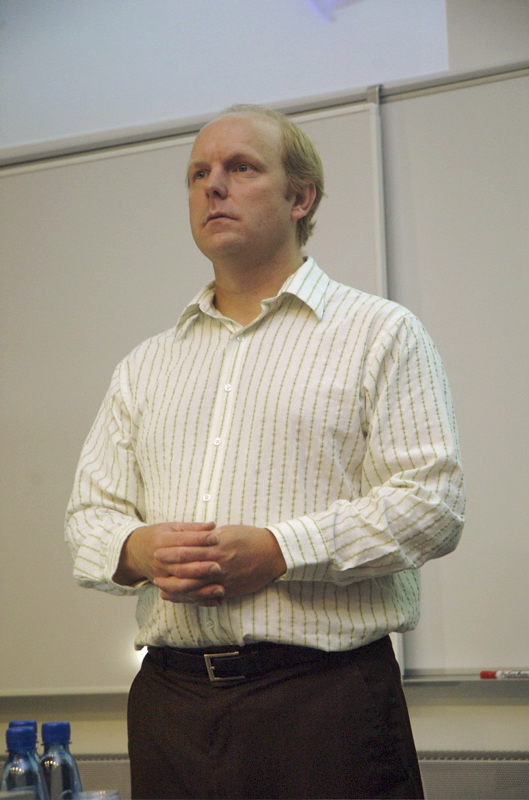
Kent Beck (* 1961)

- Beck, Kimberly (* 1956), US-amerikanische Film- und Fernsehschauspielerin
- Beck, Kimberly (* 1985), US-amerikanische Basketballspielerin
- Beck, Kjersti (* 1979), norwegische Handballspielerin
- Beck, Klaus (* 1963), deutscher Kommunikationswissenschaftler
- Beck, Krzysztof (1930–1996), polnischer Gewichtheber
- Beck, Kurt (1909–1983), deutscher Fotograf
- Beck, Kurt (1926–1993), deutscher Schauspieler, Theaterregisseur und Hörspielsprecher
- Beck, Kurt (* 1949), deutscher Politiker (SPD), MdL und Ministerpräsident des Landes Rheinland-PfalzKurt Beck (* 1949)

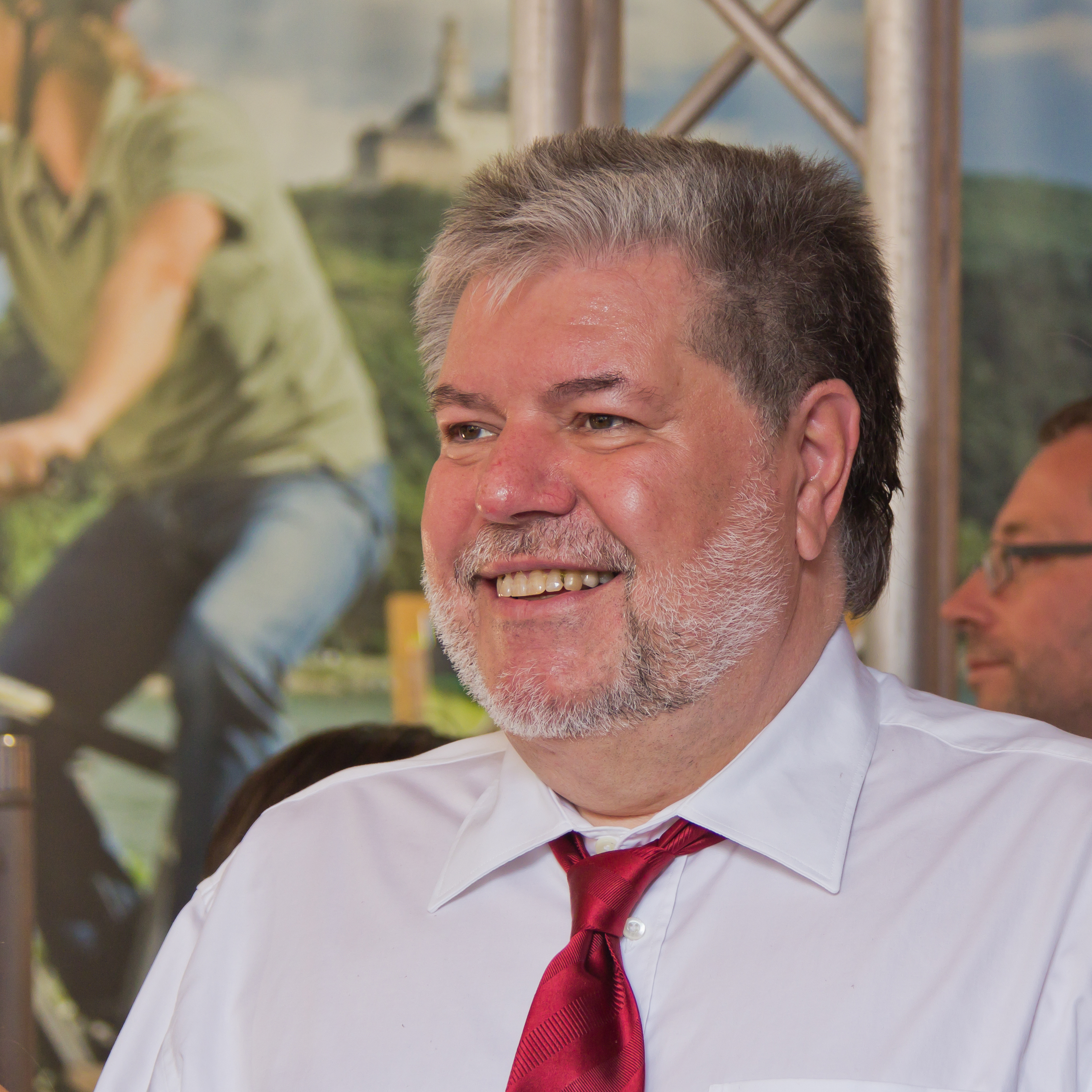
Kurt Beck (* 1949)

- Beck, Kurt (* 1952), deutscher Ethnologe

#### Beck, L
- Beck, Laetitia (* 1992), israelische Golferin
- Beck, Lauren, Filmproduzentin
- Beck, Leonhard († 1542), deutscher Maler und Zeichner
- Beck, Leonie (* 1997), deutsche Schwimmerin
- Beck, Lewis White (1913–1997), US-amerikanischer Philosoph und Hochschullehrer
- Beck, Lilli (* 1950), deutsche Schriftstellerin
- Beck, Lisa (1927–2024), deutsche Grafikerin und Professorin für Schriftgestaltung
- Beck, Lorenz (1969–2013), deutscher Archivar und Historiker
- Beck, Lothar (* 1953), deutscher Bildhauer
- Beck, Louise (1822–1879), deutsche Mystikerin
- Beck, Ludwig (1728–1794), deutscher Benediktinerabt
- Beck, Ludwig (1841–1918), deutscher Metallurge und Montanunternehmer, Inhaber der Nassauischen Rheinhütte
- Beck, Ludwig (1880–1944), deutscher Generaloberst und WiderstandskämpferLudwig Beck (1880–1944)

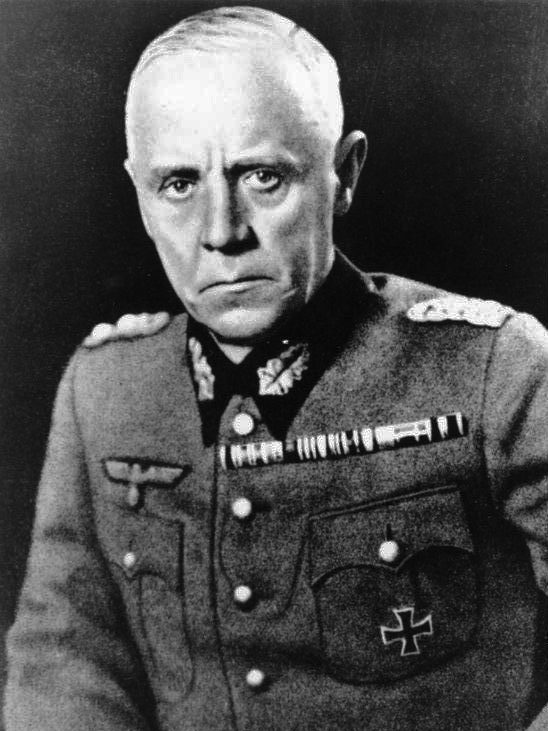
Ludwig Beck (1880–1944)

- Beck, Ludwig (1887–1962), deutscher Bühnenschauspieler und Regisseur, Drehbuchautor und Darsteller beim Stummfilm
- Beck, Ludwig Joseph (1738–1816), deutscher Geistlicher und Generalvikar
- Beck, Ludwig Maria (1905–1983), deutscher Künstler und Autor
- Beck, Luise (1789–1857), deutsche Schriftstellerin und Schauspielerin
- Beck, Lukas (* 1967), österreichischer Fotograf
- Beck, Lutwin (1927–2022), deutscher Gynäkologe und Geburtshelfer

#### Beck, M
- Beck, Manfred (* 1940), österreichischer Politiker (FPÖ), Landtagsabgeordneter
- Beck, Marcel (1908–1986), Schweizer Historiker
- Beck, Marga (* 1938), deutsche Politikerin (CDU), MdL
- Beck, Margaret (1952–2023), englische Badmintonspielerin
- Beck, Maria Paula (1861–1908), Schweizer Ordensfrau und Generaloberin
- Beck, Marieluise (* 1952), deutsche Politikerin (Bündnis 90/Die Grünen), MdBB, MdB
- Beck, Marius (* 1994), deutscher Drehbuchautor und Produzent
- Beck, Markus (1491–1553), österreichischer Adliger und niederösterreichischer Kanzler
- Beck, Martin (* 1933), deutscher Eishockeyspieler
- Beck, Martin (* 1958), deutscher Politiker (Bündnis 90/Die Grünen), MdA
- Beck, Martin Eugen (1833–1903), deutscher Paramentiker
- Beck, Martina (* 1979), deutsche BiathletinMartina Beck (* 1979)

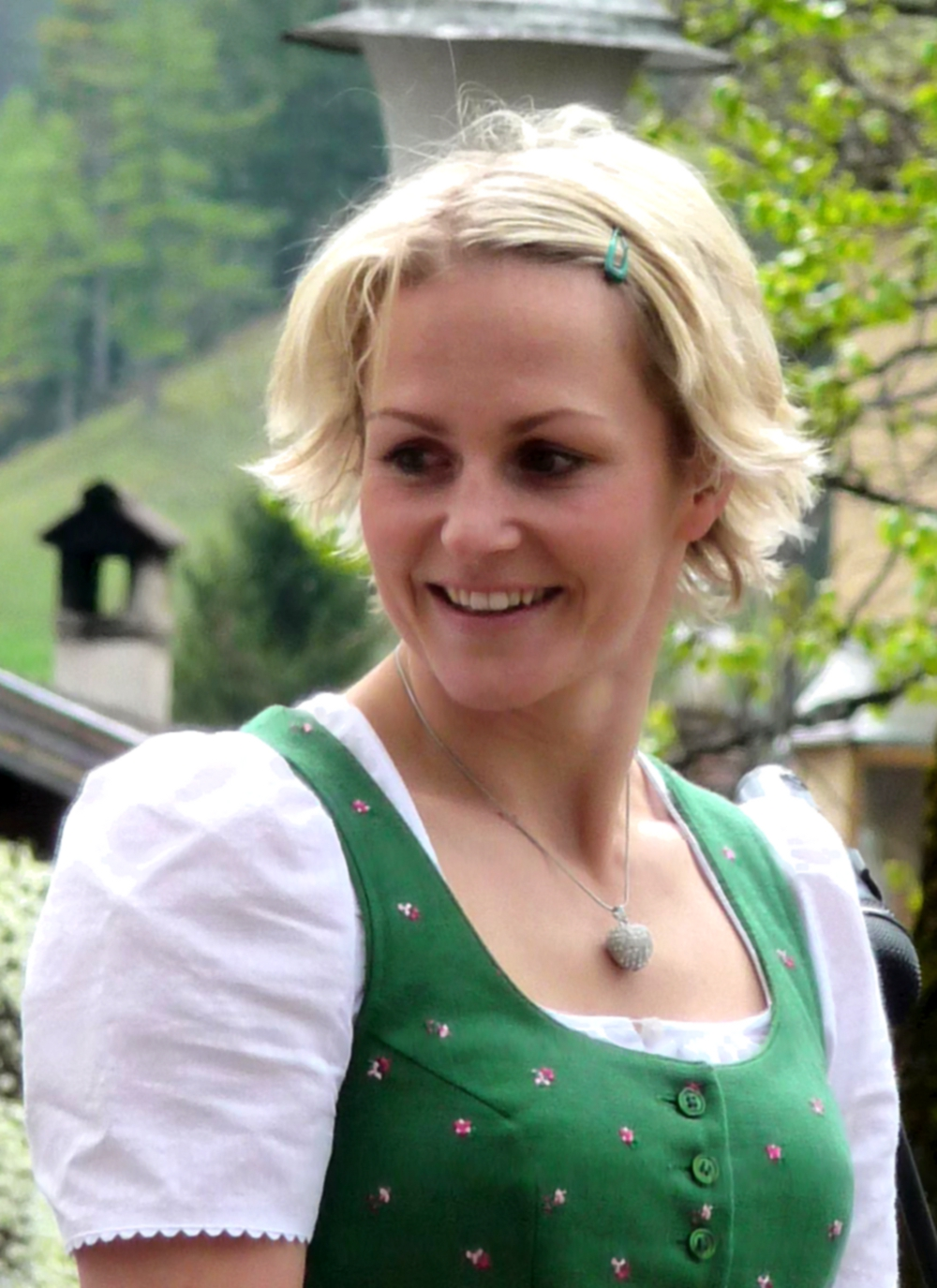
Martina Beck (* 1979)

- Beck, Mathias (* 1971), deutscher Sportfunktionär und Unternehmer
- Beck, Matthias (* 1956), deutscher Pharmazeut, Mediziner, Universitätsprofessor für Moraltheologie, Buchautor und römisch-katholischer Priester
- Beck, Matthias (* 1962), deutscher Trompeter
- Beck, Matthias (* 1981), liechtensteinischer Fussballspieler
- Beck, Max (1952–2019), liechtensteinischer Rennrodler
- Beck, Max Wladimir von (1854–1943), österreichischer Politiker und Ministerpräsident
- Beck, Maximilian (1861–1933), deutscher Theaterschauspieler
- Beck, Maximilian (1887–1950), deutscher Philosoph
- Beck, Maximilian (* 1995), deutscher Schauspieler
- Beck, Michael (1653–1712), deutscher Prediger und Orientalist
- Beck, Michael (* 1949), US-amerikanischer Schauspieler
- Beck, Michael (* 1960), deutscher Politiker (CDU)
- Beck, Michael (* 1967), deutscher MusikerMichael Beck (* 1967)

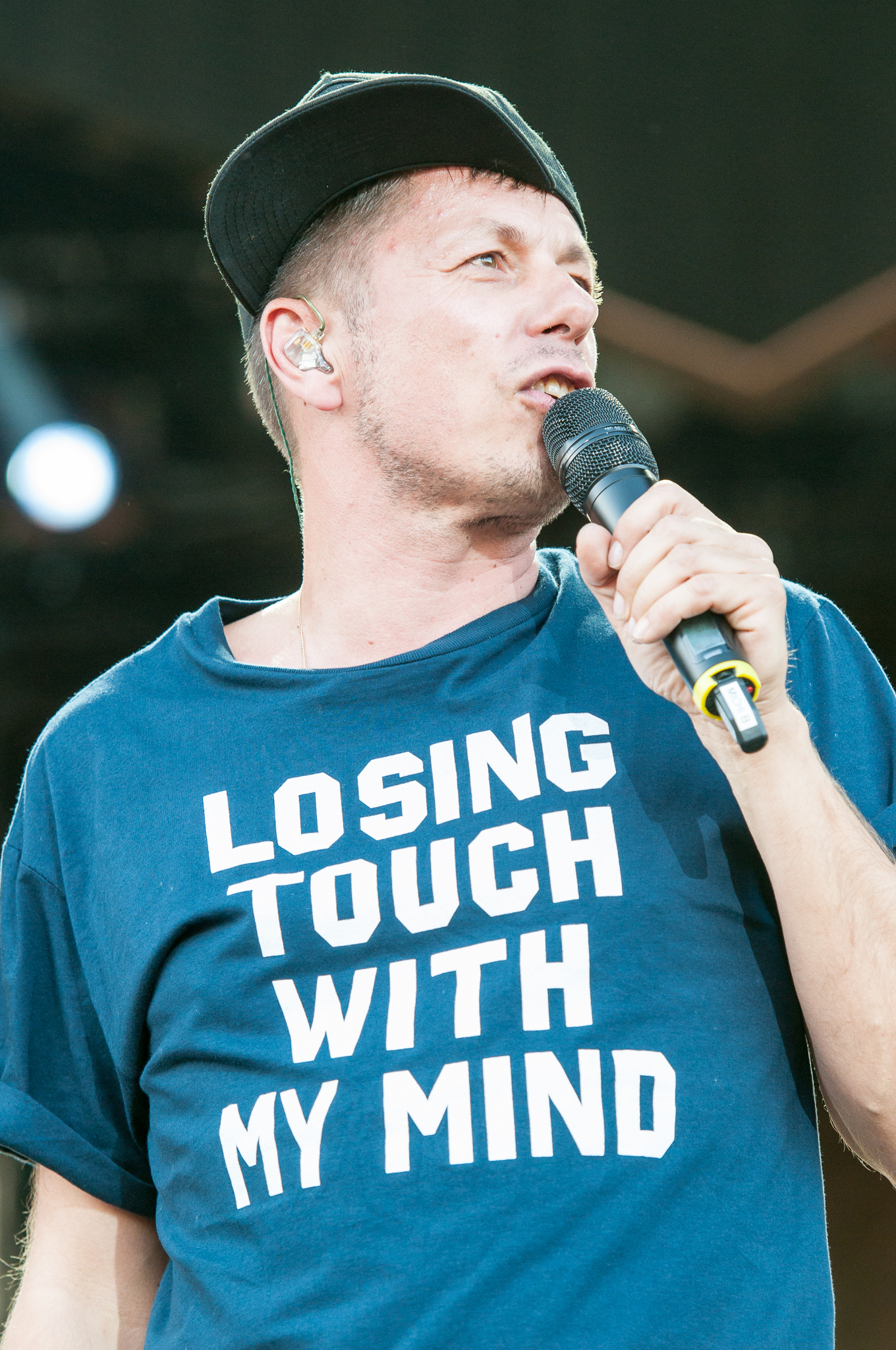
Michael Beck (* 1967)

- Beck, Michael (* 1968), Schweizer Jazzpianist
- Beck, Mikkel (* 1973), dänischer Fußballspieler
- Beck, Mila (* 1965), deutsche Regisseurin
- Beck, Monika (1941–2021), deutsche Politikerin (CDU), MdL

#### Beck, N
- Beck, Nadine (* 1976), deutsche Autorin, Kulturwissenschaftlerin und Expertin für Sexspielzeug
- Beck, Nichola (* 1973), englische Badmintonspielerin
- Beck, Niklas (* 2001), liechtensteinischer Fussballspieler
- Beck, Noah (* 2001), US-amerikanische Social-Media-Persönlichkeit
- Beck, Noelle (* 1968), US-amerikanische Schauspielerin
- Beck, Norbert (* 1954), deutscher Politiker (CDU), MdL

#### Beck, O
- Beck, Oscar (1850–1924), deutscher Verleger
- Beck, Oskar Josef (* 1936), deutscher Neurochirurg und Hochschullehrer
- Beck, Oswald (1928–2018), deutscher Germanist, Deutschdidaktiker und Hochschullehrer
- Beck, Oswald (1929–1995), deutscher Politiker (CDU), MdHB
- Beck, Otto (1846–1908), deutscher Politiker
- Beck, Otto (1857–1942), deutscher Theaterschauspieler
- Beck, Owen (* 1976), jamaikanischer Schwergewichtsboxer

#### Beck, P
- Beck, Paul (1845–1915), deutscher Historiker und Amtsrichter
- Beck, Paul (1887–1964), deutscher Architekt
- Beck, Peter (* 1951), dänischer Beamter
- Beck, Peter (* 1954), deutscher Kabarettist
- Beck, Peter (* 1958), deutscher Journalist
- Beck, Peter (* 1965), österreichischer Sachbuchautor und Medium
- Beck, Peter (* 1965), liechtensteinischer Rennrodler
- Beck, Peter (* 1966), deutscher Politiker (LKR, früher AfD)
- Beck, Peter (* 1966), deutscher Schauspieler
- Beck, Peter Joseph, neuseeländischer Erfinder, Raketenkonstrukteur und Unternehmer
- Beck, Philipp, liechtensteinischer Fußballspieler
- Beck, Philipp Friedrich (1768–1821), deutscher Apotheker und Chemiker
- Beck, Philipp Levin von (1700–1768), österreichischer Feldmarschall-Lieutenant
- Beck, Philippa (* 1987), österreichische Moderatorin und PolitikerinPhilippa Beck (* 1987)

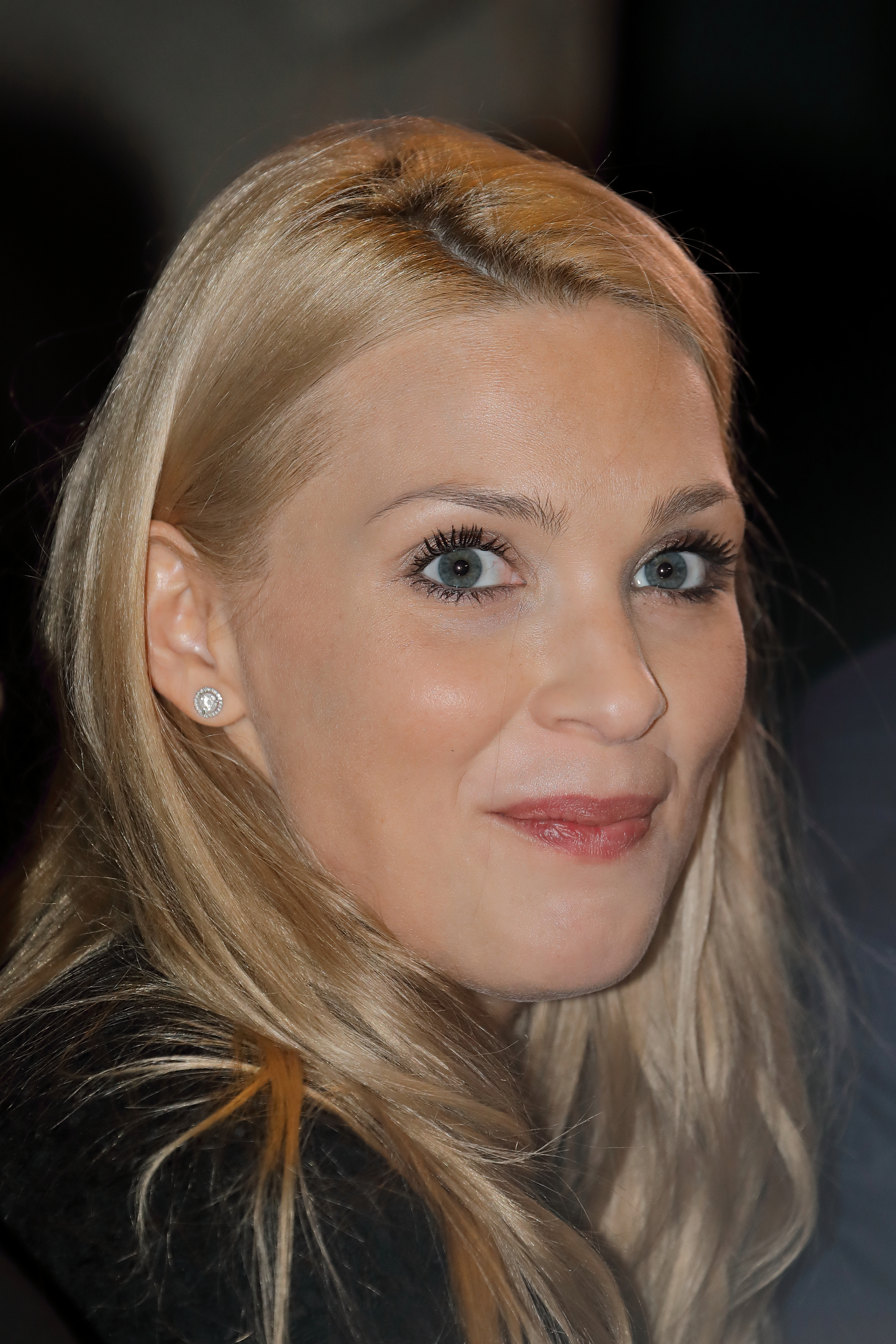
Philippa Beck (* 1987)

- Beck, Philippe (* 1963), französischer Dichter, Schriftsteller und Philosoph
- Beck, Pia (1925–2009), niederländische Jazz-Pianistin und Sängerin
- Beck, Pola (* 1982), deutsche Filmregisseurin und Drehbuchautorin

#### Beck, R
- Beck, Rachael (* 1971), australische Schauspielerin und Sängerin
- Beck, Raimund (* 1962), deutscher katholischer Priester und Generalvikar im Bistum Erfurt
- Beck, Rainer (1916–1945), letztes Opfer der NS-Militärjustiz
- Beck, Rainer (* 1947), deutscher Kunsthistoriker und Hochschullehrer
- Beck, Rainer (* 1950), deutscher Historiker
- Beck, Rainer (* 1951), deutscher Astrophysiker mit dem Schwerpunkt radioastromische Untersuchung von Magnetfeldern in Galaxien
- Beck, Rainer (* 1967), liechtensteinischer Politiker (VU)
- Beck, Ralf-Uwe (* 1962), deutscher evangelischer Theologe und Bürgerrechtler
- Beck, Raphael (* 1992), deutscher Badmintonspieler
- Beck, Raphaela (1901–1974), Äbtissin des Klosters Waldsassen
- Beck, Rasmus (* 1999), dänischer E-Sportler
- Beck, Reginald (1902–1992), britischer Filmeditor
- Beck, Ria (* 1953), deutsche Augenärztin
- Beck, Richard (* 1834), deutscher Politiker und sächsischer Landtagsabgeordneter
- Beck, Richard (1858–1919), deutscher Geologe
- Beck, Richard von (1851–1909), preußischer Generalleutnant
- Beck, Robert (1936–2020), US-amerikanischer Pentathlet und Fechter
- Beck, Robin (* 1953), US-amerikanische Triathletin und Ironman Siegerin (1980)
- Beck, Robin (* 1954), US-amerikanische Rock-SängerinRobin Beck (* 1954)

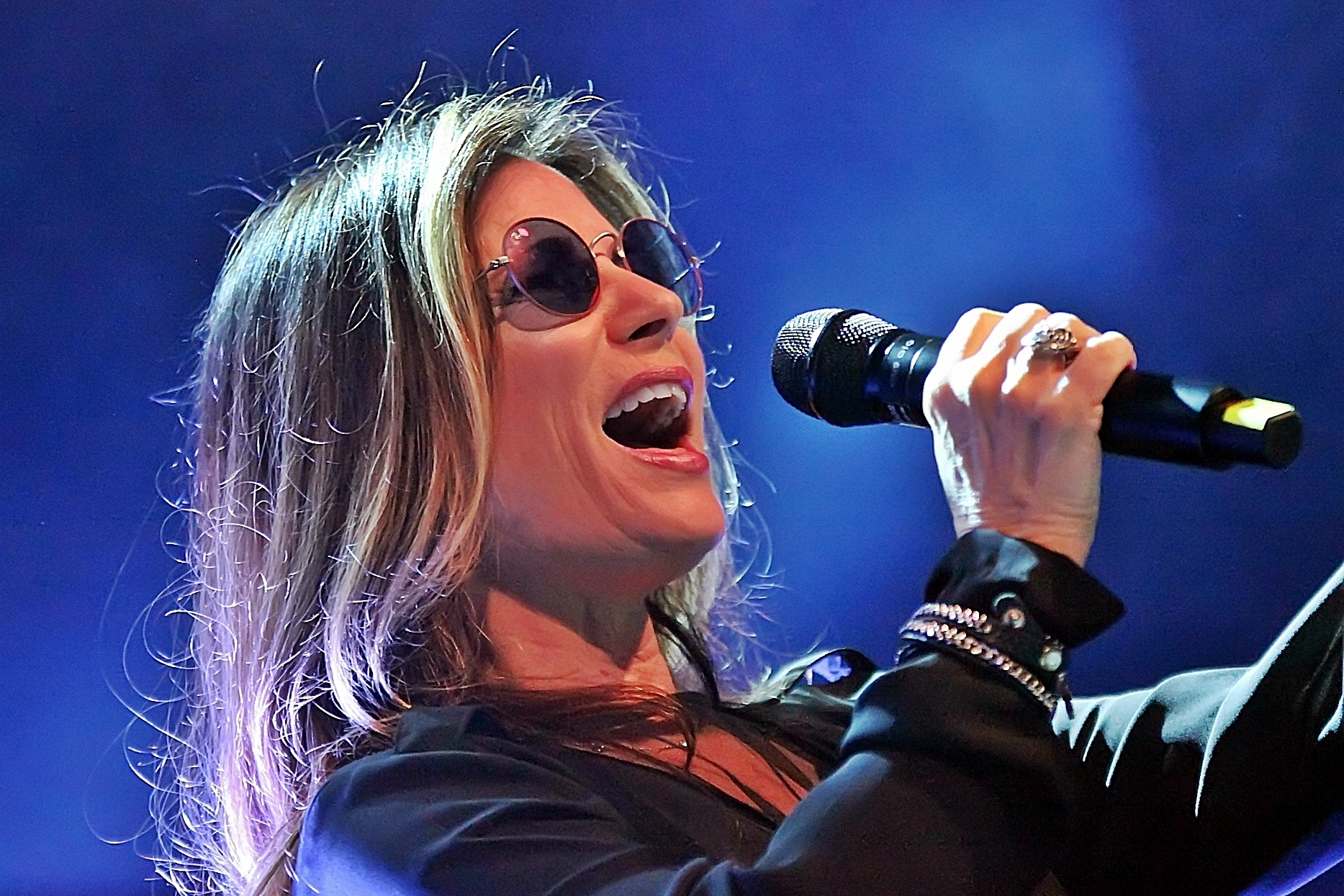
Robin Beck (* 1954)

- Beck, Roger (* 1983), liechtensteinischer Fußballspieler
- Beck, Roger L. (1937–2023), englischer Klassischer Philologe
- Beck, Roland (* 1949), Schweizer Generalstabsoffizier und Militärhistoriker
- Beck, Rolf (* 1945), deutscher Dirigent und Chorleiter
- Beck, Rollo (1870–1950), US-amerikanischer Tiersammler und Ornithologe
- Beck, Roman (* 1975), deutscher Wirtschaftsinformatiker und Hochschullehrer
- Beck, Roman (* 1998), Schweizer Unihockeyspieler
- Beck, Rose Marie (* 1964), deutsche Sprachwissenschaftlerin und Professorin für Afrikanistik
- Beck, Roy (* 1948), US-amerikanischer Journalist
- Beck, Rudolf (1900–1988), tschechischer Überlebender des Holocaust und Gemeindevorstand der Jüdischen Gemeinde Nachod
- Beck, Rufus (* 1957), deutscher Schauspieler sowie Hörbuch- und SynchronsprecherRufus Beck (* 1957)

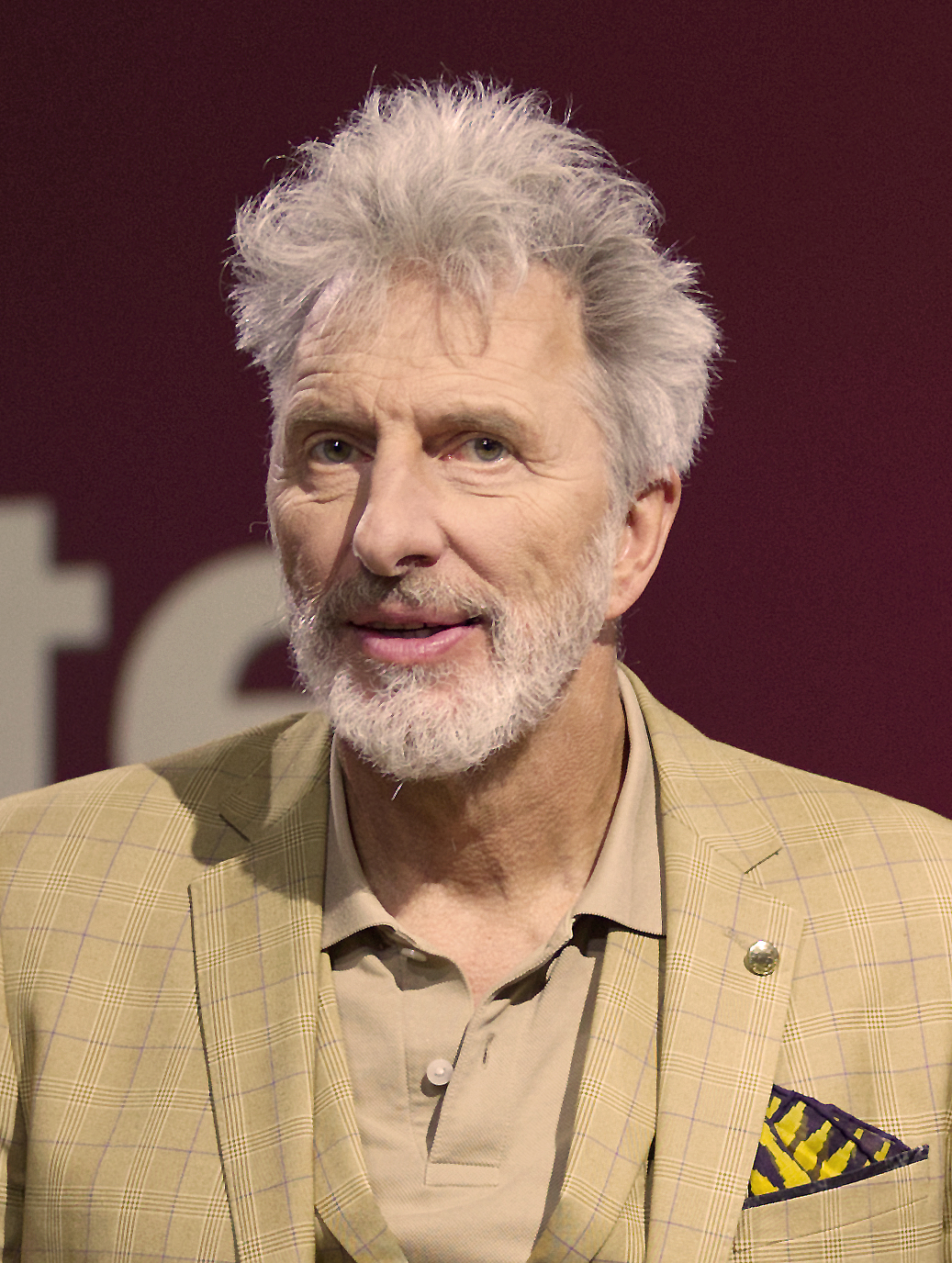
Rufus Beck (* 1957)

#### Beck, S
- Beck, Sarah (* 1992), deutsche Schauspielerin
- Beck, Scott (* 1984), US-amerikanischer Drehbuchautor, Filmproduzent und -regisseur
- Beck, Sebastian (1583–1654), Schweizer evangelischer Geistlicher und Hochschullehrer
- Beck, Serge (* 1955), Schweizer Politiker (LPS)
- Beck, Sharon (* 1995), deutsche Fußballspielerin
- Beck, Sigismond (* 1900), französischer Jazzmusiker
- Beck, Simon (* 1947), liechtensteinischer Rennrodler
- Beck, Simone (1904–1991), französische Kochbuchautorin
- Beck, Stefan (1960–2015), deutscher Ethnologe und Volkskundler
- Beck, Stefan von der (* 1964), deutscher Richter, Ministerialbeamter und politischer Beamter
- Beck, Steffen (* 1963), deutscher Fußballtrainer
- Beck, Stephan (* 1974), deutscher Organist und Hochschullehrer
- Beck, Stephen (* 1950), US-amerikanischer Videokünstler
- Beck, Susanne (* 1947), deutsche Schauspielerin, Hörspielsprecherin und Synchronsprecherin
- Beck, Susanne (* 1977), deutsche Rechtswissenschaftlerin
- Beck, Susanne (* 1985), deutsche Ägyptologin

#### Beck, T
- Beck, Tamás (1929–2014), ungarischer kommunistischer Politiker und Wirtschaftsmanager
- Beck, Taylor (* 1991), kanadischer Eishockeyspieler
- Beck, Theodor (1839–1917), deutscher Maschinenbau-Ingenieur, Unternehmer und Technikhistoriker
- Beck, Thomas (1909–1995), US-amerikanischer Filmschauspieler
- Beck, Thomas (* 1957), deutscher Anatom, Pharmakologe und Toxikologe
- Beck, Thomas (* 1981), liechtensteinischer Fußballspieler
- Beck, Thomas Andreas (* 1968), österreichischer Künstler
- Beck, Thomas Snow (1814–1877), britischer Mediziner
- Beck, Thomas Taxus (* 1962), deutscher Komponist und Kompositionspädagoge
- Beck, Thorsten (* 1956), deutscher Jurist und Präsident des Landesarbeitsgerichts
- Beck, Timo (* 1977), deutscher Springreiter
- Beck, Timothy (* 1977), niederländischer Sprinter und Bobfahrer
- Beck, Tobias (* 1974), deutscher Tischtennistrainer
- Beck, Tobias (* 1987), deutscher Politiker (Freie Wähler), MdL
- Beck, Tom (* 1978), deutscher Schauspieler und SängerTom Beck (* 1978)

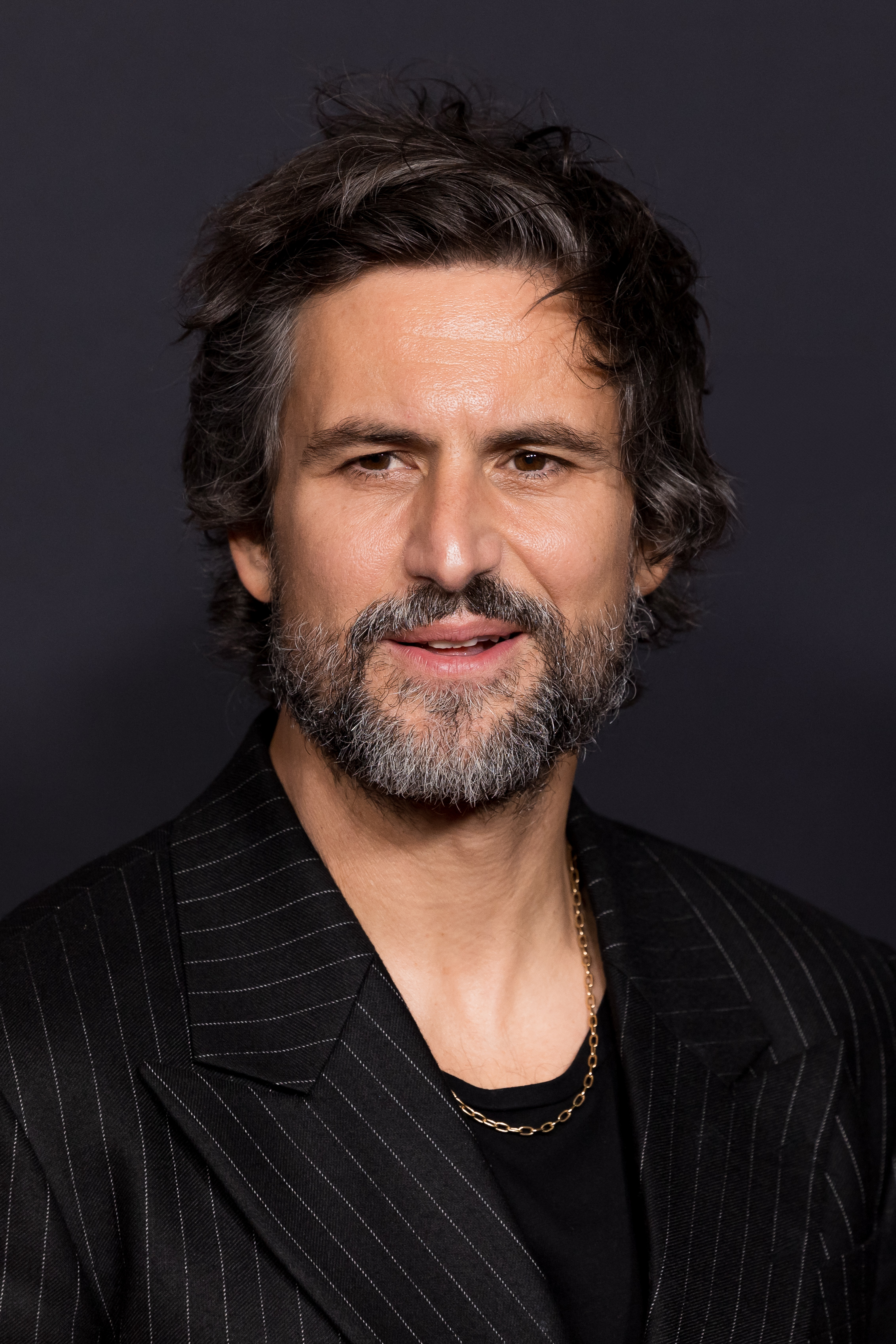
Tom Beck (* 1978)

- Beck, Toni (1924–2003), deutscher Landwirt und Politiker (CSU)

#### Beck, U
- Beck, Ueli (1930–2010), Schweizer Schauspieler und Radiomoderator
- Beck, Ulrich (1944–2015), deutscher Soziologe, Hochschullehrer und Autor
- Beck, Ulrich (* 1981), deutscher Dramaturg

#### Beck, V
- Beck, Valentina (* 1991), deutsche Radsportlerin, Leichtathletin, Schneeschuhläuferin und Behindertensportlerin
- Beck, Volker (* 1956), deutscher Leichtathlet
- Beck, Volker, deutscher Psychologe
- Beck, Volker (* 1960), deutscher Fußballspieler
- Beck, Volker (* 1960), deutscher Politiker (Bündnis 90/Die Grünen), MdBVolker Beck (* 1960)

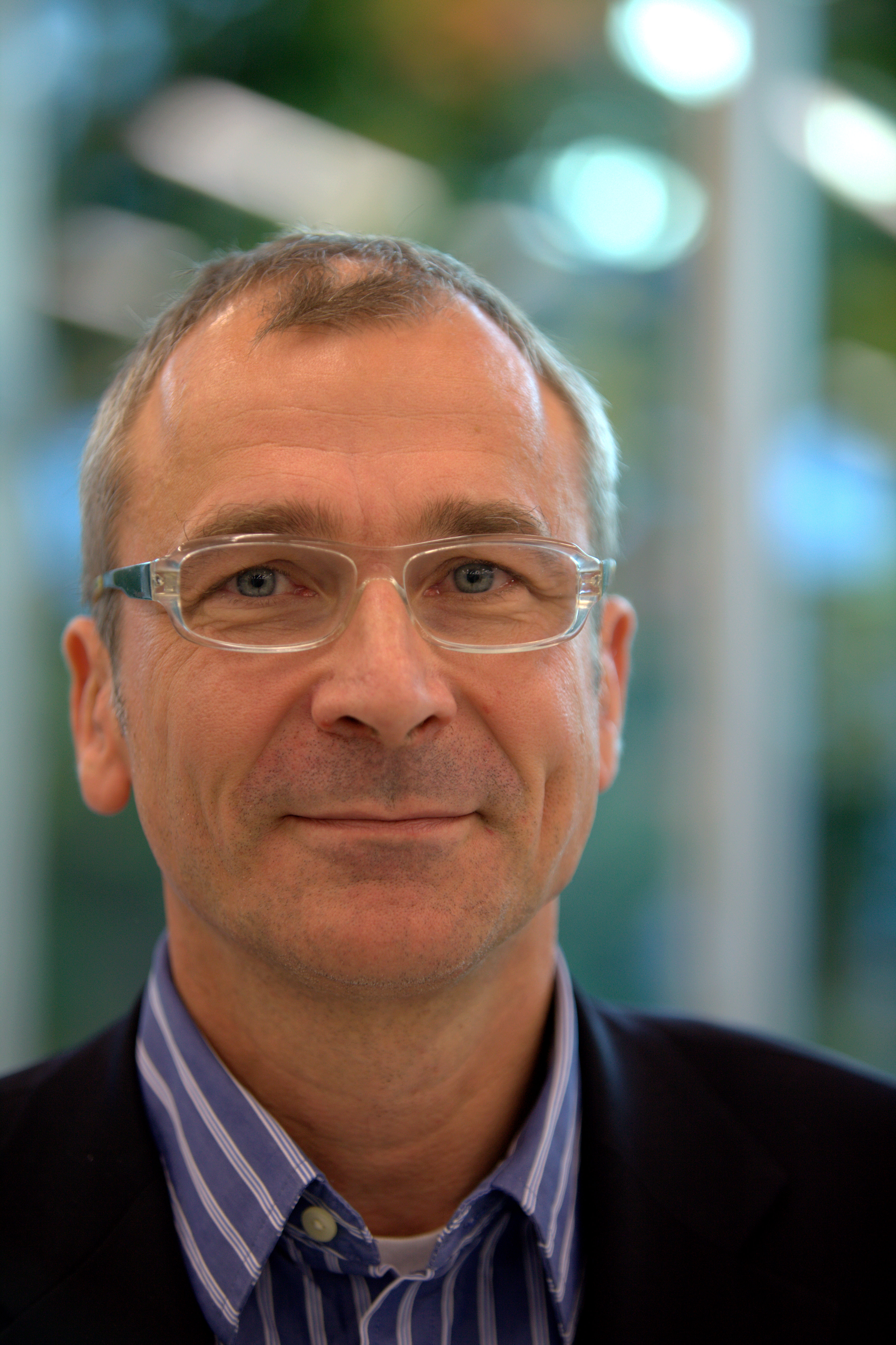
Volker Beck (* 1960)

#### Beck, W
- Beck, Waldemar (1921–2014), deutscher Ruderer
- Beck, Walter (1898–1953), deutscher Psychologe
- Beck, Walter (1907–1992), Schweizer Turner
- Beck, Walter (1929–2024), deutscher Regisseur, Drehbuchautor und Schauspieler
- Beck, Walther (1890–1966), deutscher Dirigent
- Beck, Wendelin (1908–1978), liechtensteinischer Politiker (VU)
- Beck, Wenzel (* 1999), österreichischer Sänger, Songwriter und Produzent
- Beck, Werner (1907–1994), deutscher Maschinenbauingenieur und Hochschullehrer
- Beck, Wilhelm (1822–1862), österreichisch-ungarischer Zeichner
- Beck, Wilhelm (1829–1901), dänischer evangelisch-lutherischer Geistlicher und Vorsitzender der Inneren Mission in Dänemark (Kirkelig Forening for den Indre Mission i Danmark)
- Beck, Wilhelm (1869–1925), ungarischer Opernsänger (Bass)
- Beck, Wilhelm (1885–1936), liechtensteinischer Politiker
- Beck, Wilhelm (* 1948), deutscher Schauspieler und Synchronsprecher
- Beck, Wilhelm von (1822–1907), deutscher Chemiker und Mineraloge
- Beck, Wilhelm von der (1855–1914), deutscher Verwaltungsjurist
- Beck, Willie (1894–1975), US-amerikanischer Radrennfahrer
- Beck, Winfried (* 1943), deutscher Mediziner
- Beck, Wolfgang (* 1932), deutscher Chemiker
- Beck, Wolfgang (1933–1994), deutscher Dramaturg und Hörspielautor
- Beck, Wolfgang (* 1941), deutscher Verleger
- Beck, Wolfgang (* 1964), deutscher politischer Beamter (SPD)
- Beck, Wolfgang (* 1971), deutscher germanistischer Mediävist
- Beck, Wolfgang (* 1974), deutscher Theologe
- Beck, Wolfram (1930–2004), deutscher bildender Künstler

#### Beck, Z
- Beck, Zoë (* 1975), deutsche Schriftstellerin, Verlegerin und ÜbersetzerinZoë Beck (* 1975)

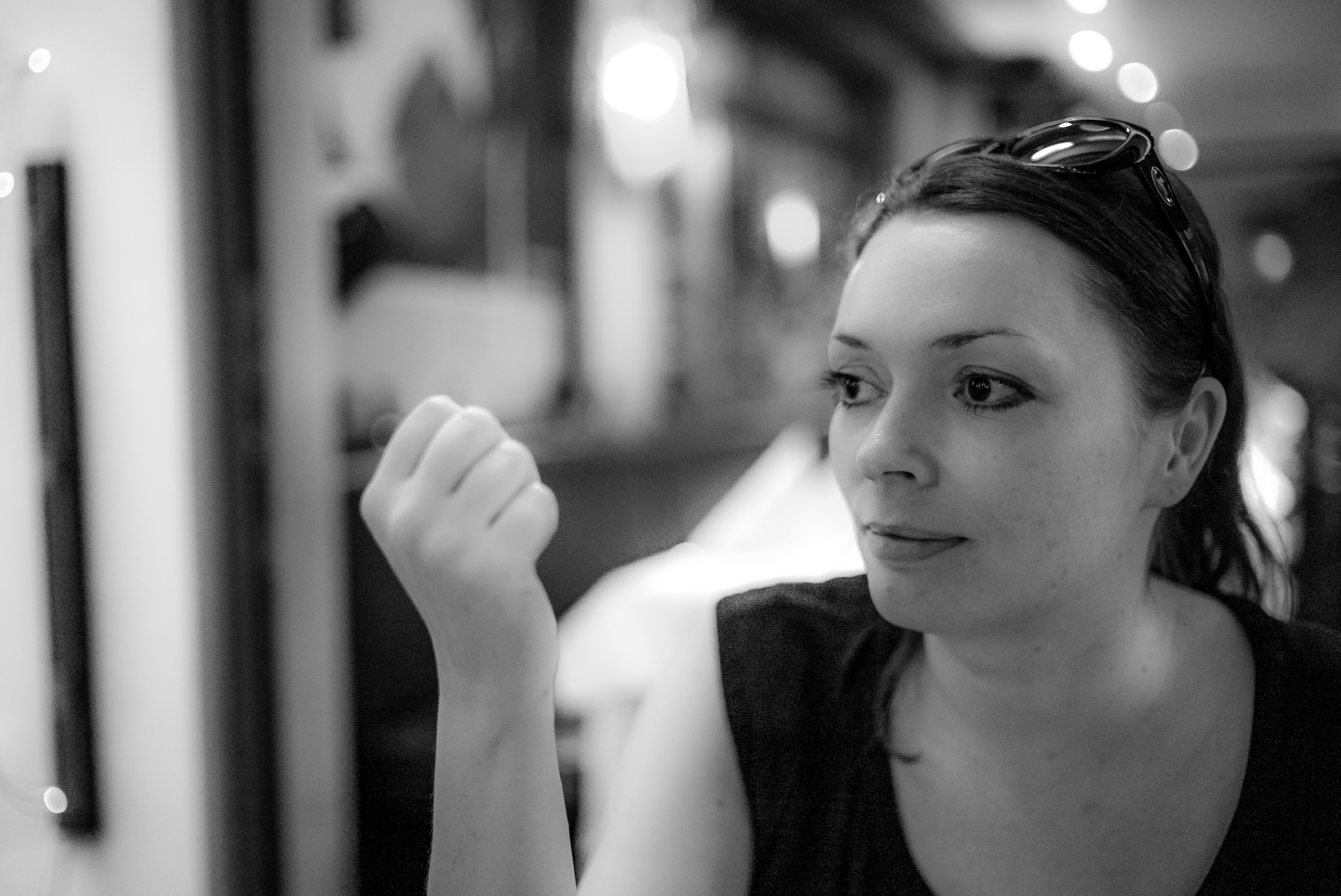
Zoë Beck (* 1975)

### Beck-

#### Beck-A
- Beck-Arnstein, Manfred (* 1946), deutscher Maler

#### Beck-B
- Beck-Broichsitter, Helmut (1914–2000), deutscher Generalstabsmajor und Reitlehrer
- Beck-Busse, Gabriele (* 1956), deutsche Romanistin

#### Beck-E
- Beck-Erlang, Wilfried (1924–2002), deutscher Architekt

#### Beck-G
- Beck-Gaden, Hanns (1891–1956), deutscher Regisseur
- Beck-Gernsheim, Elisabeth (* 1946), deutsche Soziologin, Philosophin und Psychologin
- Beck-Gomez, Pedro (* 1992), brasilianischer Fußballspieler

#### Beck-K
- Beck-Krämer, Karoline (1941–2015), deutsche Kommunalbeamtin und Geschäftsführerin der Pestalozzi-Stiftung

#### Beck-L
- Beck-Loos, Claire (1904–1942), tschechoslowakische Fotografin und Schriftstellerin

#### Beck-M
- Beck-Mannagetta, Peter (1917–1998), österreichischer Geologe und Mineraloge
- Beck-Meuth, Eva-Maria, deutsche Physikerin und Präsidentin der TH Aschaffenburg
- Beck-Meyenberger, Lina (1892–1988), Schweizer Frauenrechtlerin und Lehrerin

#### Beck-N
- Beck-Nielsen, Claus (* 1963), dänischer Performer, Schauspieler, Sänger und Autor

#### Beck-R
- Beck-Radecke, Anna (1861–1918), deutsche Opernsängerin (Alt)
- Beck-Rzikowsky, Friedrich von (1830–1920), österreichischer Kartograph und Feldzeugmeister des Generalstabs der österreichisch-ungarischen ArmeeFriedrich von Beck-Rzikowsky (1830–1920)

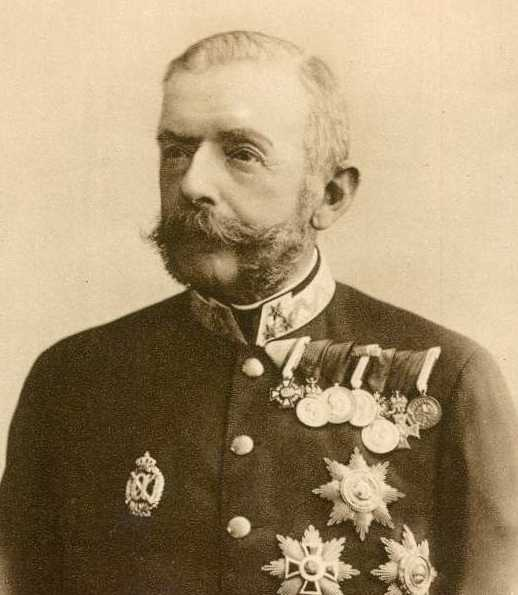
Friedrich von Beck-Rzikowsky (1830–1920)

#### Beck-S
- Beck-Sickinger, Annette (* 1960), deutsche Chemikerin und Biologin

#### Beck-W
- Beck-Weichselbaum, Frieda (* 1814), deutsche Sängerin (Sopran)